# FIFA Series
FIFA Series, tên ban đầu là FIFA World Series, là giải đấu bóng đá được FIFA tổ chức hai năm một lần, bao gồm các trận giao hữu quốc tế giữa các đội tuyển quốc gia từ các liên đoàn khác nhau, diễn ra vào tháng 3 của các năm chẵn. Mùa giải đầu tiên được tổ chức vào tháng 3 năm 2024.
Giải đấu quy tụ các đội tuyển quốc gia nam từ cả sáu liên đoàn châu lục liên kết với FIFA trong một loạt các giải đấu nhỏ, với quy mô bốn đội mỗi giải và được tổ chức tại một địa điểm tập trung trong thời gian diễn ra Lịch thi đấu Trận đấu Quốc tế FIFA vào tháng 3 của mỗi năm chẵn. Những trận đấu này được thiết lập nhằm tạo điều kiện cho các đội tuyển ít có dịp tiếp xúc với nhau và cả những đội tuyển không có nhiều cơ hội thi đấu quốc tế, trong bối cảnh hầu hết các quốc gia khác đang tham dự vòng loại các giải châu lục và thế giới. FIFA cung cấp hỗ trợ tài chính cho các đội tuyển tham dự và cũng chịu trách nhiệm tổ chức các giải đấu cùng với hiệp hội thành viên chủ nhà.

## Lịch sử
Vào ngày 16 tháng 12 năm 2022, FIFA đã đưa ra đề xuất về một giải đấu giao hữu mang tên "FIFA World Series", nhằm tạo điều kiện cho các đội tuyển quốc gia từ các liên đoàn khác nhau có cơ hội thi đấu với nhau nhiều hơn. Chủ tịch FIFA Gianni Infantino đã xác nhận về sự ra mắt của giải đấu vào ngày 16 tháng 3 năm 2023, sau khi ông tái đắc cử vào vị trí này tại Đại hội FIFA lần thứ 73 ở Kigali, Rwanda.
Mùa giải đầu tiên vào năm 2024 bao gồm năm loạt trận khác nhau, được tổ chức tại bốn quốc gia chủ nhà trong thời gian diễn ra FIFA Days từ ngày 18 đến ngày 26 tháng 3 năm 2024. Vào ngày 19 tháng 3 năm 2024, FIFA công bố Ai Cập sẽ đăng cai các trận đấu FIFA Series, trở thành giải đấu thứ sáu trong hệ thống. Các trận đấu ban đầu được dự định diễn ra tại UAE với giải đấu có tên gọi là Winsunited Cup, sau đó đổi thành ACUD Cup.

## Kết quả
| 2024 | Algeria          | · Algérie    | RR1 | · Bolivia    | · Nam Phi          | RR1         | · Andorra     |
| 2024 | Azerbaijan       | · Bulgaria   | RR1 | · Azerbaijan | · Tanzania         | RR1         | · Mông Cổ     |
| 2024 | Egypt            | · Croatia    | 4–2 | · Ai Cập     | · Tunisia          | 0–0 (4–2 p) | · New Zealand |
| 2024 | Saudi Arabia (A) | · Cabo Verde | RR1 | · Guyana     | · Guinea Xích Đạo  | RR1         | · Campuchia   |
| 2024 | Saudi Arabia (B) | · Guinée     | RR1 | · Brunei     | · Bermuda          | RR1         | · Vanuatu     |
| 2024 | Sri Lanka        | · Trung Phi  | RR1 | · Sri Lanka  | · Papua New Guinea | RR1         | · Bhutan      |

^1  Kết quả chung cuộc được tính theo thể thức vòng tròn.

## Các đội tham dự
Chú giải
- 1, 2, 3, 4 – Vị trí chung cuộc của mỗi đội trong giải đấu tương ứng
- – Chủ nhà của FIFA Series trong năm đó
- I – Được mời tham dự giải đấu sắp tới

| AFC              |      |
| Đội              | 2024 |
| Bhutan           | 4th  |
| Brunei           | 2nd  |
| Campuchia        | 4th  |
| Mông Cổ          | 4th  |
| Sri Lanka        | 2nd  |
| CAF              |      |
| Đội              | 2024 |
| Algérie          | 1st  |
| Cabo Verde       | 1st  |
| Trung Phi        | 1st  |
| Ai Cập           | 2nd  |
| Guinea Xích Đạo  | 3rd  |
| Guinée           | 1st  |
| Nam Phi          | 3rd  |
| Tanzania         | 3rd  |
| Tunisia          | 3rd  |
| CONCACAF         |      |
| Đội              | 2024 |
| Bermuda          | 3rd  |
| Guyana           | 2nd  |
| CONMEBOL         |      |
| Đội              | 2024 |
| Bolivia          | 2nd  |
| OFC              |      |
| Đội              | 2024 |
| New Zealand      | 4th  |
| Papua New Guinea | 3rd  |
| Vanuatu          | 4th  |
| UEFA             |      |
| Đội              | 2024 |
| Andorra          | 4th  |
| Azerbaijan       | 2nd  |
| Bulgaria         | 1st  |
| Croatia          | 1st  |